# The Italian Job: L.A. Heist
The Italian Job: L.A. Heist, The Italian Job – komputerowa gra wyścigowa wyprodukowana przez brytyjskie studio Black Rock Studio. Gra została wydana przez Eidos Interactive 25 czerwca 2003 roku na platformy PlayStation 2 i Xbox, natomiast wersja na platformę GameCube została wydana 17 lipca.
Gra powstała na podstawie filmu Włoska robota z 2003 roku.